# Charlotte Salomon
Charlotte Salomon (16 de abril de 1917 — 10 de outubro de 1943) era uma artista judia alemã nascida em Berlim. Ela é inicialmente reconhecida como a criadora da série de pinturas autobiográficas Leben? oder Theater?: Ein Singspiel (Vida? ou Teatro?: uma peça musical), a maior obra de arte conhecida feita por uma pessoa judia morta no holocausto, consistindo de 769 trabalhos individuais pintados entre 1941 e 1943 no sul da França, enquanto Salomon se escondia dos nazistas. Em outubro de 1943 Salomon, grávida de cinco meses, foi capturada e deportada à Auschwitz, onde foi assassinada por soldados logo após sua chegada. Em 2015, uma confissão de 35 páginas de Salomon sobre o envenenamento fatal de seu avô, mantida em segredo durante décadas, foi divulgada por uma editora parisiense.

## Biografia

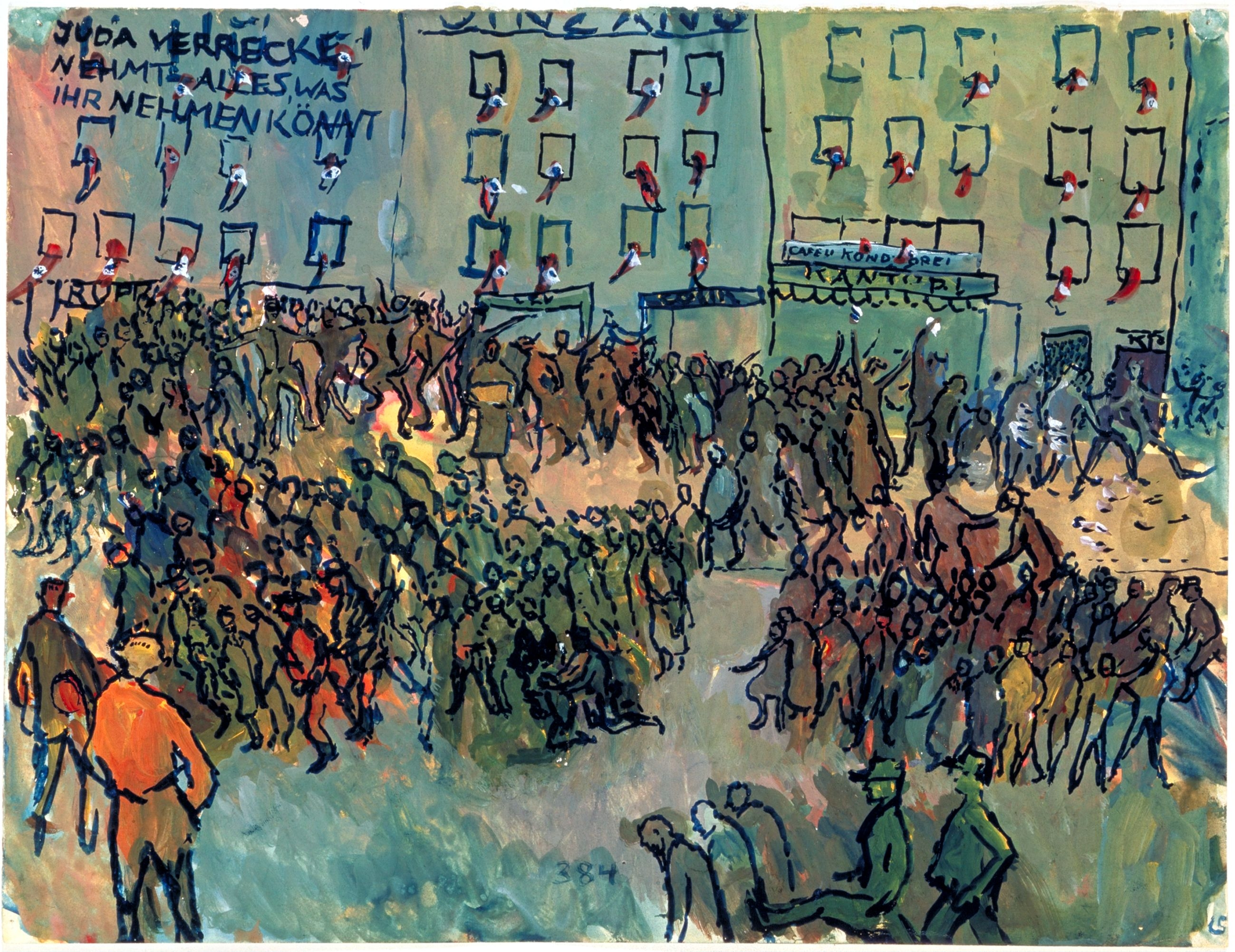
Kristallnacht, 1940–42

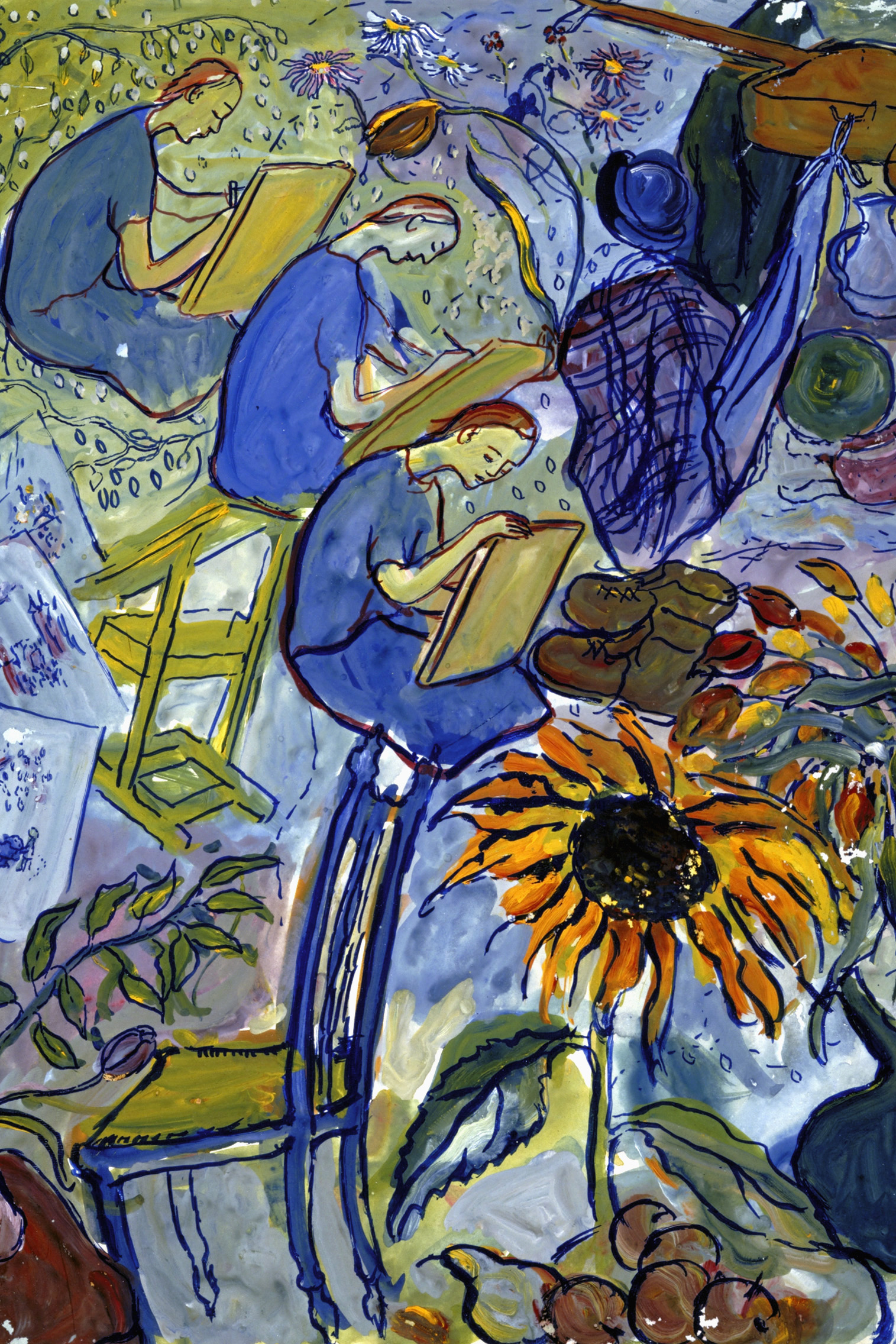
Guache de Leben? oder Theater?, 1940–42

Charlotte Salomon veio de uma família próspera de Berlim. Seu pai, Albert Salomon era um cirurgião; sua mãe, Franziska (Grünwald), sensível e perturbada, cometeu suicídio quando Charlotte tinha oito ou nove anos, ela foi informada que sua mãe tinha morrido de influenza.
Na época em que universidades alemãs restringiam seus estudantes judeus à uma cota de 1,5% do corpo discente (desde que os seus pais tivessem servido na linha da frente na Primeira Guerra Mundial), Salomon conseguiu ser aceita à Vereinigte Staatsschulen für freie und angewandte Kunst (Escolas dos Estados Unidos de Artes Liberais e Aplicadas) em 1936. Lá, ela estudou pintura por três anos, mas no verão de 1938 a política antissemita do Terceiro Reich constatou que seria muito perigoso para ela continuar estudando, e ela não retornou à faculdade, apesar de ter ganho um prêmio.
O pai de Salomon foi brevemente posto no campo de concentração de Sachsenhausen em novembro de 1938, após a Noite dos Cristais, a esse ponto a família decidiu deixar a Alemanha. Charlotte foi enviada ao sul da França para viver com seus avós, que já tinham se estabelecido em Villefranche-sur-Mer. Eles viveram em um chalé na vila luxuosa de L'Ermitage (agora destruída) que pertencia a uma estadunidense rica, Ottilie Moore, que veio a abrigar muitas crianças judias. Salomon deixou L'Ermitage com seus avós para morar em um apartamento em Nice, onde sua avó tentou enforcar-se no banheiro. Seu avô então revelou a Charlotte a verdade sobre o suicídio de sua mãe, assim como o de sua tia, sua bisavó, seu tio-avô, e de seu primo. Logo após a eclosão da guerra em setembro de 1939, a avó de Charlotte conseguiu tirar sua própria vida. Sua avó havia estocado Veronal e morfina para quando o exército alemão chegasse, mas quando lhe foi negado o acesso à medicação, ela tentou e não conseguiu se enforcar antes de finalmente conseguir se atirar de uma janela.
Charlotte e seu avô foram internados pelas autoridades francesas em um campo de concentração ermo nos Pirenéus chamado Gurs. Charlotte se lembra em Leben? oder Theater? que passar a noite em um trem lotado é melhor do que passar uma noite com seu avô: "Prefiro ter mais dez noites como esta do que uma única a sós com ele." Os pedidos constantes dele para compartilhar sua cama com ela e as próprias palavras de Charlotte na carta de confissão de 35 páginas, divulgada em 2015, sugerem abuso sexual.
Eles foram libertados por causa da enfermidade de seu avô. Seu avô retornou à vida em Nice, enquanto em Villefranche, Salomon sofreu um colapso nervoso que resultou das revelações de seu avô e de sua repulsa por ele. O médico local, Dr. George Morridis, aconselhou ela a pintar.
Salomon alugou um quarto na pensão La Belle Aurore em Saint-Jean-Cap-Ferrat, e ali ela iniciou o trabalho que iria viver mais que ela. Charlotte começou sua série de 769 pinturas — intitulada Leben? oder Theater?  — afirmando que ela era guiada pela questão: se deve tirar a própria vida ou empreender em algo totalmente incomum. No espaço de dois anos, ela pintou mais de mil guaches. Ela editava as pinturas, rearranjava-as e adicionava textos, legendas e sobreposições. Ela tinha o hábito de cantarolar músicas enquanto pintava. Toda a obra é uma fantástica autobiografia preservando os principais eventos de sua vida — a morte de sua mãe, estudar arte sob a sombra do Terceiro Reich, a relação com seus avôs — mas alterando os nomes e empregando um forte elemento de fantasia. Ela também adicionou notas sobre músicas apropriadas para aumentar o efeito dramático. Salomon então chamou sua série Leben? oder Theater? de Singspiel, um gênero de ópera dramática alemã. 
Em 1942, Salomon, cuja autorização de residência dependia dos cuidados prestados ao avô, juntou-se a ele em Nice. Logo após, ela o envenenou com uma omelete caseira contendo Veronal. O evento é detalhado na carta de confissão ilustrada de 35 páginas que Salomon endereçou a seu antigo amante Alfred Wolfsohn, que nunca recebeu a carta.
Em 1943, enquanto os nazistas intensificavam sua busca por judeus que viviam no sul da França, Salomon entregou seu trabalho ao doutor local de Villefranche, de quem ela era próxima, e endereçou-o a Ottilie Moore — a milionária estadunidense proprietária da vila que abrigou Salomon anos antes. Ela gravou o nome de Moore no topo e disse ao doutor: "Mantenha isso seguro, é toda a minha vida." Moore, que transmitiu o pacote à família que restava de Charlotte, apenas o recebeu após seu retorno à Europa em 1947, depois do fim da guerra.
Em setembro de 1943, Salomon se casou com o refugiado judeu alemão Alexander Nagler. Os dois foram arrastados de sua casa e transportados por trem de Nice ao centro de processamento nazista em Drancy. Na época, Salomon estava grávida de cinco meses. Ela foi levada à Auschwitz em 7 de outubro de 1943 e foi provavelmente assassinada na câmara de gás no mesmo dia que chegou lá, 10 de outubro.

## Leben? oder Theater?

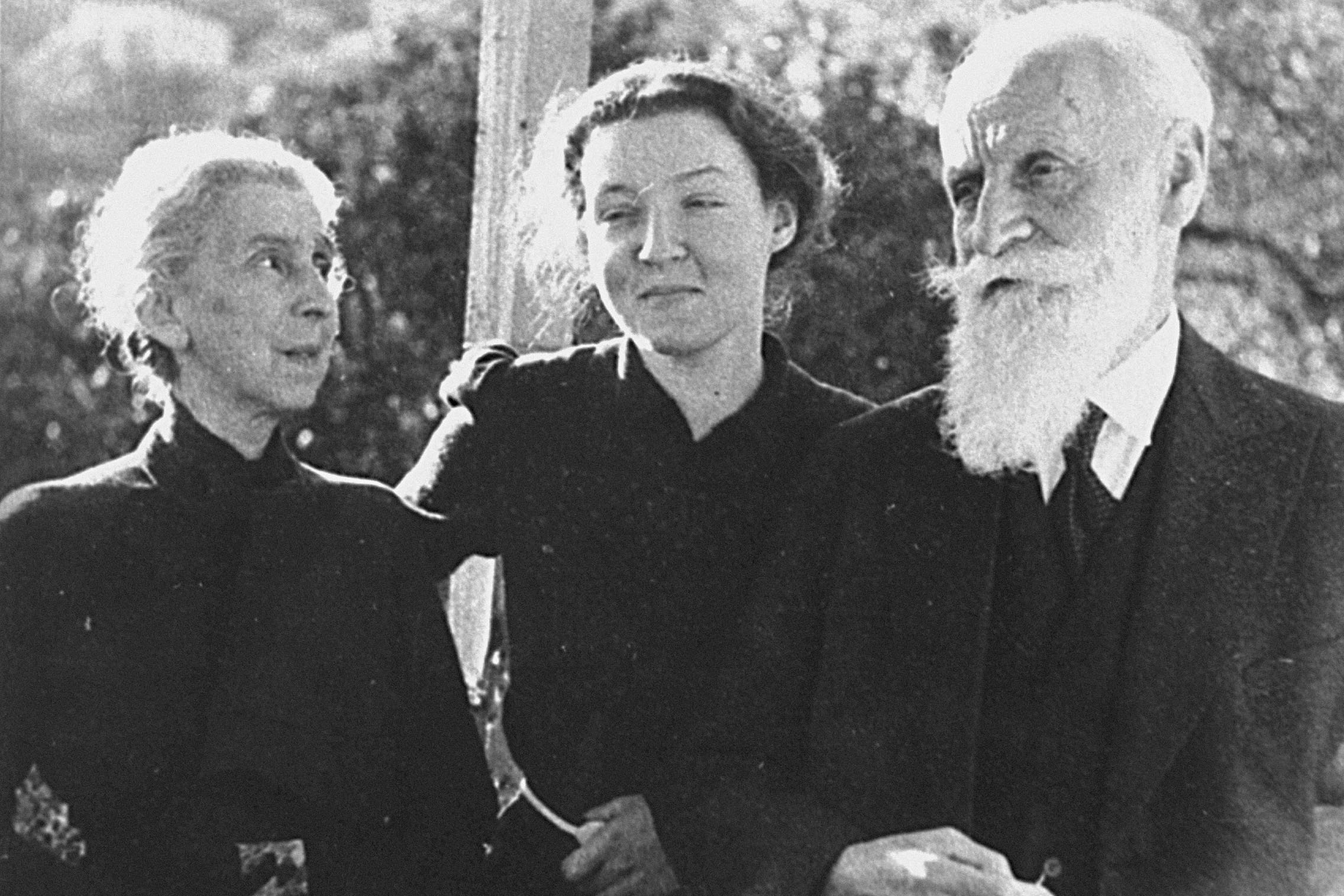
Charlotte e seus avós

Grande parte de Leben? oder Theater? é sobre a sua obsessão com Amadeus Daberlohn, um professor de canto que ela conheceu por meio de sua madrasta Paulinka Bimbam (Salomon dá a seus personagens nomes humorados, muitas vezes trocadilhos e pseudônimos). Estas seções são relatos honestos e convincentes de seu relacionamento apaixonado com Alfred Wolfsohn — a única pessoa que viu seu trabalho artístico com seriedade. Não é possível saber se a versão de Salomon sobre seu relacionamento com Wolfsohn corresponde à realidade, mas ele foi sem dúvida seu primeiro amor.
Em 1943, quando tinha 26 anos, Charlotte Salomon deu sua coleção de pinturas ao Dr. Moridis, um amigo de confiança que tinha a aconselhado em momentos de depressão.
Leben? oder Theater? pretende ser uma gesamtkunstwerk, uma obra de arte total wagneriana dentro da tradição da ambiciosa ideia alemã de fundir poesia, música e as artes visuais. Ainda assim, o trabalho de Salomon é uma reversão da tradição que foi pensada para ser a maior manifestação da cultura alemã — ao contrário, é um trabalho criado por uma "jovem mulher que pertencia a uma suposta raça alienígena e foi, portanto, considerada como não tendo sequer o direito de existir, muito menos um lugar na sociedade."

### Transparências
A série inclui cerca de duzentas folhas transparentes carregando textos destinados a sobrepor aos guaches associados. Os exemplos ilustrados são típicos. É o guache final da Cena 1 do Prelúdio e retrata a fictícia Charlotte Kann (representando a própria Salomon) na cama com sua mãe Franziska, que diz a ela como o paraíso é bonito e como um dia ela (Franziska) vai para lá, se tranformará em um anjo e deixará uma carta à Charlotte em sua janela descrevendo a vida no paraíso.

### Imagem de assinatura
A imagem de assinatura de Leben? oder Theater? ocorre nas imagens finais da seção de Epílogo. Steinberg se lembra do conto de Kafka Na Colônia Penal, na qual as sentenças de execução são inscritas nas costas da vítima e descreve a imagem como uma combinação da inocência da pequena sereia de Copenhague com a narrativa violenta. 
Por conta da natureza do trabalho, são necessárias três imagens para transmiti-lo adequadamente. A imagem à esquerda é da última (verso) de quatro páginas de texto denso, presente em ambos os lados, que concluem o epílogo. A imagem do centro é o exemplar final das transparências que ocorrem ao longo da série, enquanto a imagem à direita é o guache mais comumente associado ao seu trabalho, representando Charlotte ajoelhada ante o mar com pincel e papel em suas mãos, com as palavras Leben? oder Theater? inscritas em suas costas.
As palavras de conclusão do epílogo, citando ideias de Alfred Wolfsohn, são as seguintes:

## Singespiel

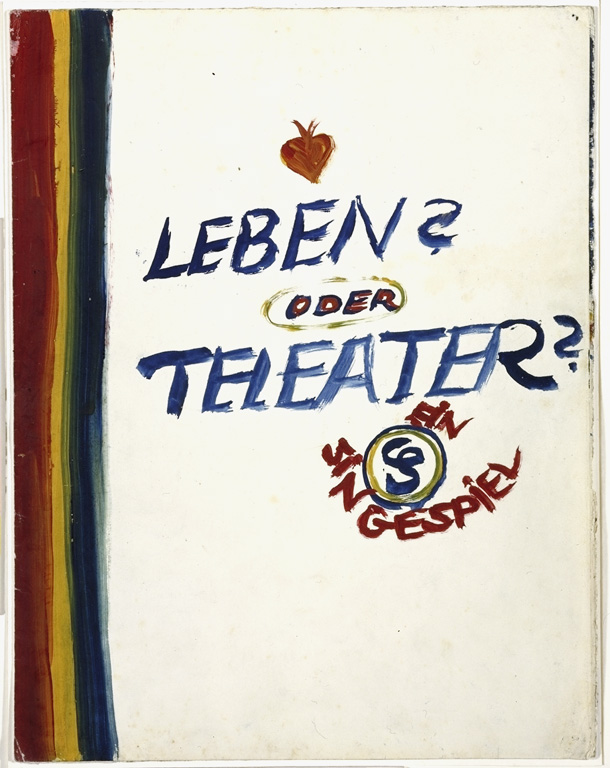
Página de título de Leben? oder Theater?: Ein Singespiel

Salomon intitulou sua série como Leben? oder Theater?: Ein Singespiel. Singspiel é um gênero musical de ópera alemão, semelhante à opereta em alguns aspectos, embora as partes dos atores sejam frequentemente faladas, em vez de cantadas com a música. A forma é influenciada pela ballad opera inglesa e a opéra-comique francesa. A música fornece o pano de fundo para a forma lúdica que é na maioria das vezes de natureza cômica, sendo a tragédia um tema menos frequente. O interesse romântico quase sempre desempenha um papel proeminente. O singspiel era considerado um gênero menos elevado da ópera. Enquanto compositores celebrados como Mozart e Schubert são conhecidos por terem trabalhado no gênero, o singspiel muitas vezes introduzia músicas folclóricas, marchas e músicas narrativas em seus repertórios. Pelo início do século XX, na época da apropriação de Salomon do gênero em seu trabalho, o singspiel havia deixado de ser um gênero contemporâneo (apesar da ópera de 1930 de Ralph Benatzky, Im weißen Rößl ser um singspiel e de Kurt Weill ter utilizado o termo songspiel para descrever algumas de suas colaborações com Bertolt Brecht). É notável que a grafia de Salomon, Singespiel, adiciona um E, mas se isso foi intencional ou não é pouco claro.
Então, Leben? oder Theater? não consiste apenas de uma série de pinturas, mas inclui um roteiro em forma de palavras que estão na forma de pinturas, escritas nas pinturas ou sobrepostas às imagens. Também tem uma trilha sonora — músicas selecionadas por Salomon que reforçam suas histórias. Essas vão desde canções de marcha nazistas à lieder de Schubert e partes de músicas de Mozart e Mahler. A obra é operística em escala, altamente moderna na execução, única em sua forma e tem um poder duradouro.

## Galeria

### Em exibições e na história da arte
As pinturas que compõem Leben? oder Theater? foram exibidas pela primeira vez nos anos 1960. O primeiro livro de reproduções foi publicado em 1963 e fez comparações com a história de Anne Frank. Marc Chagall, ao ver as pinturas, ficou impressionado. Em 1971, a coleção foi posta sob o cuidado do Museu Histórico Judeu de Amsterdã. Em 1981 o museu apresentou 250 cenas em sequência narrativa, e críticos começaram a comentar sobre a obra. Uma exibição na Royal Academy de Londres em 1998 foi uma sensação inesperada, ajudada pela publicação de um catálogo completo. A obra ainda é relativamente desconhecida, em parte porque o trabalho de Salomon não aparece no mercado de arte internacional, visto que todo o arquivo pertence aos cuidados da Fundação Charlotte Salomon estabelecida no Museu Histórico Judeu. A historiadora da arte Griselda Pollock dedica um capítulo de seu livro Virtual Feminist Museum à Charlotte Salomon, analisando sua obra em termos de arte contemporânea, história judaica e teoria cultural.

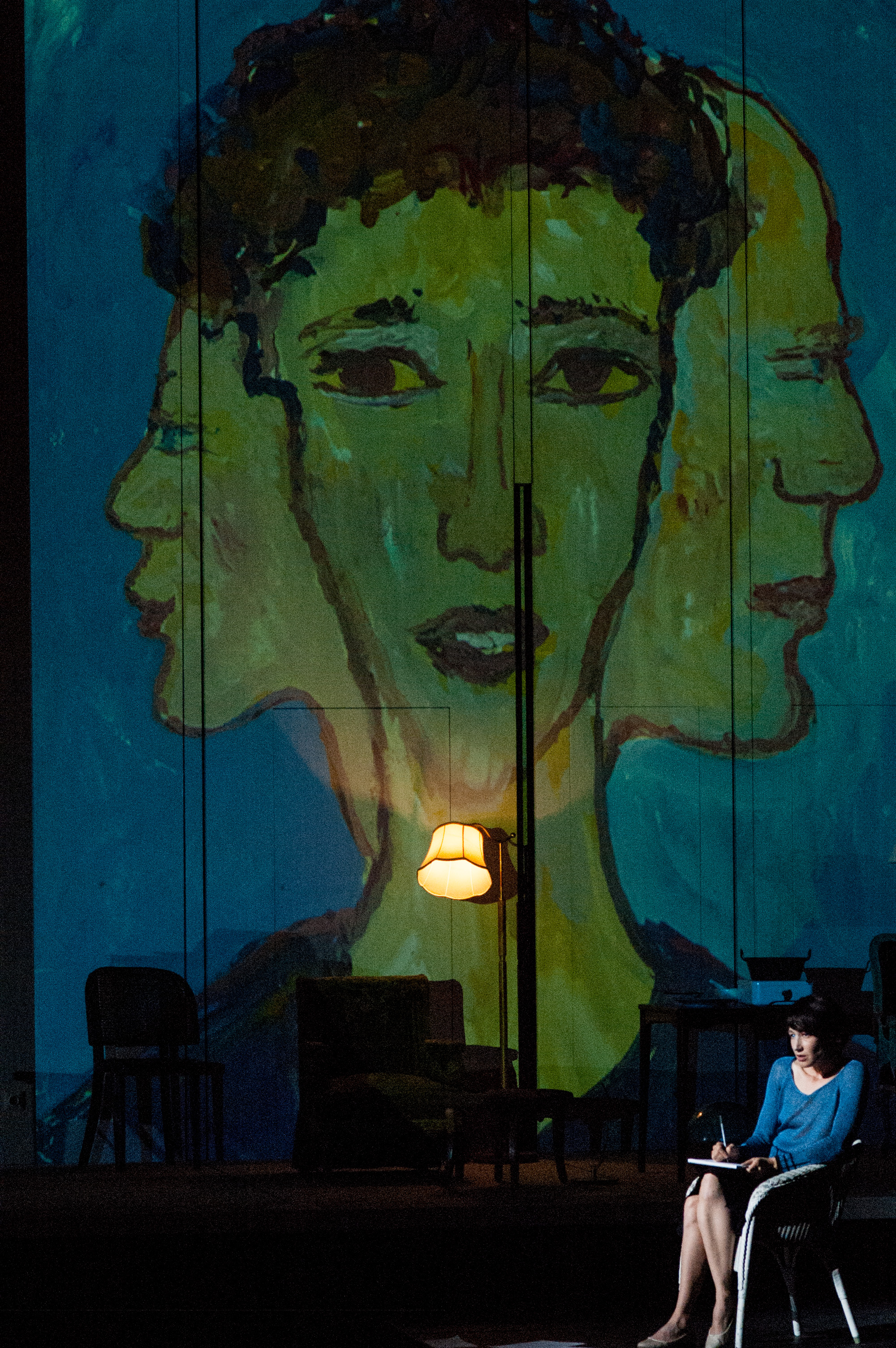
A ópera Charlotte Salomon, estreia mundial no Festival de Salzburgo 2014

### Nas artes performáticas
Houve diversas outras exibições de partes de Leben? oder Theater?, e um número de filmes e peças feitas sobre a vida de Charlotte Salomon, notavelmente Company of Angels (2002) pela companhia de teatro britânica Horse and Bamboo Theatre, que passou pelo Reino Unido, Holanda e Estados Unidos. Em 1981, o diretor holandês Frans Weisz fez um longa baseado em sua vida, chamado Charlotte, com a atriz austríaca Brigit Doll representando a artista e Daberlohn interpretado por Derek Jacobi. Em 2011 Weisz fez um documentário revelando o conteúdo da última carta de Salomon à Wolfsohn.
Saving Charlotte, uma peça de Judi Herman, foi apresentada no Bridewell Theatre em Londres de outubro a novembro de 1998.
Lotte's Journey, uma peça de Candida Cave, foi apresentada no New End Theatre em Hampstead de outubro a novembro de 2007
Em memória da artista, o compositor francês Marc-André Dalbavie dedicou uma ópera a ela: Charlotte Salomon, comissionada pelo Festival de Salzburgo. O libreto de Barbara Honigmann é baseado nos guaches de Leben? oder Theater? e os integra à performance em forma de projeções. O papel principal de Charlotte é interpretado por duas artistas, uma atriz e outra cantora. Grande parte das músicas são cantadas em francês enquanto as partes faladas são em alemão. A estreia mundial foi feita no Felsenreitschule em Salzburgo em 28 de julho de 2014 em um palco panorama de 30 metros, conduzida pelo compositor e dirigida por Luc Bondy. Os dois papeis de Charlotte foram falados em alemão por Johanna Wokalek e cantados em francês por Marianne Crebassa. A ópera e sua produção receberam ótimas críticas do público e imprensa.[carece de fontes?]
Um romance, Charlotte, escrito por David Foenkinos, publicada em 2014, ganhou diversos prêmios, incluindo o prestigiado prêmio francês de literatura Le prix Théophraste Renaudot.
Em fevereiro de 2015, o teatro Musiktheater im Revier em Gelsenkirchen apresentou um balé-ópera por Michelle DiBucci baseado na vida e obras de Salomon, chamado de Charlotte Salomon: Der Tod und die Malerin (morte e a pintora); foi coreografado e dirigido por Bridget Breiner. Novamente, o trabalho autobiográfico Leben? oder Theater? formou a base da dramatização. DiBucci foi originalmente comissionada para compor uma ópera da vida de Salomon para a diretora Marie Zimmermann para o festival de música do Ruhr, Ruhrtriennale de 2010. O trabalho não foi concluído devido à morte de Zimmermann em 2007. Alguns anos depois, DiBucci foi contatada pela coreógrafa Bridget Breiner e solicitada para que adaptasse a composição para um balé completo. Charlotte Salomon: Der Tod und die Malerin foi o campeão do prêmio Der Faust de 2015, a maior honra alemã no teatro. Bridget Breiner recebeu um prêmio para melhor cenografia.
Em 2017, coincidindo com o aniversário de 100 anos de Charlotte Salomon, Charlotte: A Tri-Coloured Play with Music (compositor: Aleš Brezina; libretista: Alon Nashman; diretora e cenógrafa: Pamela Howard) foi apresentado no Festival Luminato de Toronto e no Festival Mundial de Design de Taipé. Esse singspiel, que "dá a Salomon uma voz maravilhosamente autêntica e persuasiva no palco",tem música do compositor tcheco Aleš Březina, um libreto do artista e escritor canadense Alon Nashman, e é dirigido e desenhado pela britânica Pamela Howard, autora de What is Scenography?. Charlotte: A Tri-Colored Play with Music foi desenvolvida com a ajuda da Canadian Stage Company e do Isabel Bader Center for the Performing Arts. O papel de Charlotte foi interpretado pela soprano canadense Adanya Dunn. Em 2019, a companhia apresentou a ópera em Israel, Ucrânia e na República Checa.
Um longa de animação chamado Charlotte, baseado na vida e pinturas de Salomon foi lançado em 2021. Foi inicialmente organizado para que fosse dirigido por Bibo Bergeron com um orçamento de 10 milhões de euros, mas Bergeron deixou a produção do filme em outubro de 2019 após acusações de estupro. Eric Warin, codiretor da animação Ballerina, e Tahir Rana, diretor de Welcome to the Wayne, dirigiram o filme, que conta com a dublagem de Keira Knightley como Salomon na versão inglesa, e Marion Cotillard na francesa. O filme teve sua estreia mundial no Festival Internacional de Cinema de Toronto de 2021.

## Condecoração

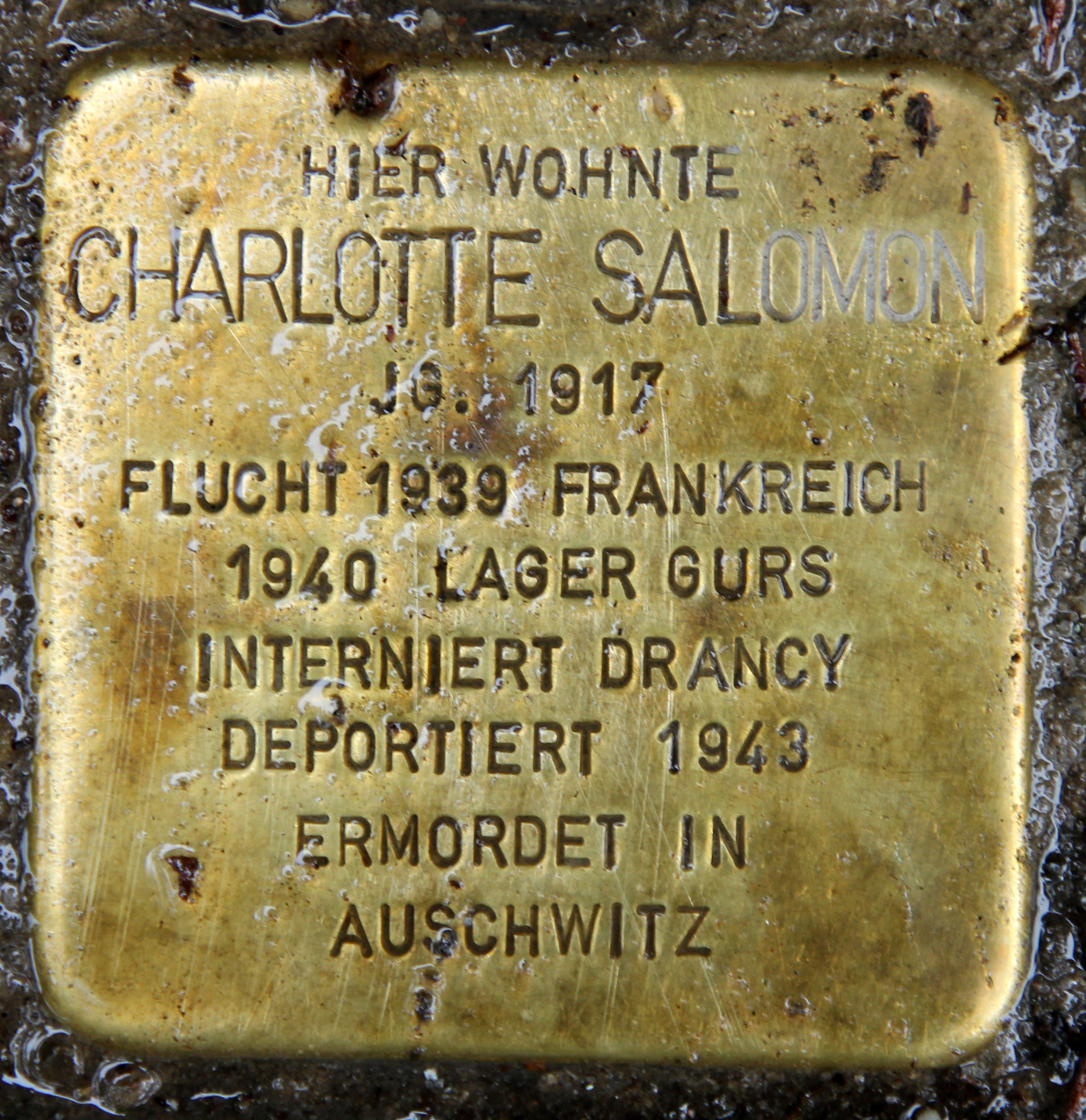
Stolpersteine em Berlim

Desde 1992, uma escola primária em Berlim leva o nome da artista, em 2006 uma rua no bairro de Rummelsburg em Berlim recebeu o seu nome. Em 21 de abril de 2012, um stolpersteine em frente à sua antiga casa residencial em Charlottenburg, Wielandstraße 15, foi dedicado a Charlotte Salomon. Além disso, uma Placa Memorial na fachada do edifício homenageia o artista.